# Rencontre en ligne
Cet article concerne un film. Pour le concept, voir Service de rencontre.
Pour plus de détails, voir Fiche technique et Distribution.
Rencontre en ligne (The Boy She Met Online) est un thriller canadien réalisé par Curtis Crawford, sorti en 2010.

## Synopsis
Camille, une jeune lycéenne sur le point de passer brillamment son diplôme, rencontre Jake, un homme plus âgé qu’elle, sur internet. Elle le croit dans une école d’ingénieur alors qu’il est en prison pour cambriolage, coups et blessures. Ils se rencontrent enfin à sa sortie de prison et tombent fous amoureux l'un de l'autre. La révélation du passé de Jake ne fait que renforcer leurs sentiments. Malgré les mises en garde de son entourage, Camille s’accroche à sa relation amoureuse qui va l’entraîner dans la spirale du mensonge et de la délinquance.

## Fiche technique
- Titre original : The Boy She Met Online
- Titre français : Rencontre en ligne
- Réalisation : Curtis Crawford
- Scénario : Christine Conradt
- Direction artistique : Lisa Soper	et Andy Tait
- Décors : Shane Boucher
- Costumes : Andy Tait
- Photographie : Bill St. John
- Montage : Andre Coutu
- Musique : Steve Gurevitch
- Production : Robert Menzies et Donald M. Osborne
- Société de production : Zed Filmworks
- Pays de production :  Canada
- Langue originale : anglais
- Format : couleur
- Genre : thriller
- Durée : 89 minutes
- Dates de sortie :
  - Canada : 28 juillet 2010
  - France : 2 octobre 2012(DVD/Blu-ray)

## Distribution
- Alexandra Paul (VF : Véronique Augereau) : Tori Winters
- Tracy Spiridakos (VF : Caroline Pascal) : Cami Winters
- Jon Cor (VF : Donald Reignoux) : Jake Byers
- Thea Gill : Kendra Oliver
- Eddie Guillaume : Dewayne Jackson
- Tim Finnigan (VF : Alexis Tomassian) : Edgar Holly
- Cinthia Burke (VF : Laurence Charpentier) : Celeste Meyers
- Annick Sheedy McLellan (VF : Flora Kaprielian) : Lindsay Watkins
- Corry Burke : Doug Hamil
- Victor Cornfoot : Randy Collins
- Stephanie Halin : Marlene Linsky
- Stephen MacDonald (VF : Nathanel Alimi) : Dylan Tucker
- Joe Marques : Vinny
- Daniel Simpson : Garde
- Sean Tucker : Gene Higgins
- Jamie Sloan : le client du bar
- Kathleen Perron : l'infirmière